# Herva Doce
Herva Doce foi uma banda de hard rock brasileira formada em 1982. Fizeram sucesso em 1982 com a canção "Erva Venenosa" e em 1985 com a canção "Amante Profissional".

## Histórico

### Início, sucesso e fim
A banda foi formada em 1982, durante o carnaval, quando Marcelo Sussekind e Renato Ladeira gravaram uma fita demo com quatro canções ("Volta Meu Bem", "Ganhei um Avião", "O Negócio é Relaxar" e "Não Faz Sentido" – esta última, se transformaria posteriormente num grande sucesso na voz de Ney Matogrosso). Como "Volta Meu Bem" estava sendo bem executada na Rádio Cidade, Marcelo e Renato foram chamados pela EMI-Odeon para uma entrevista, posteriormente sendo contratados, mas com a condição de que fosse formada uma banda com eles. Logo entrou o baterista Sérgio Della Mônica (baterista de Ney Matogrosso) que participou apenas da gravação do single "Volta Meu Bem"/"Ganhei um Avião").
Em novembro de 1982, lançaram seu álbum de estreia, agora com novos integrantes: Paul de Castro (guitarra), Roberto Lly (baixo), e Pena (bateria). A canção de maior sucesso desse álbum foi "Erva Venenosa" (versão de "Poison Ivy", uma canção de 1959 do conjunto The Coasters, composta por Leiber/Stoller).
Em 18 de junho de 1983, a banda abriu o show da banda norte-americana Kiss no estádio do Maracanã, tendo se apresentado para um público de mais de 200 mil pessoas. No mesmo ano lançaram seu segundo e último álbum pela EMI.
Logo após assinaram com a gravadora RCA. Nessa época, a formação da banda era Renato Ladeira - teclados e vocais, Fred Maciel -  bateria e vocais, Roberto Lly - baixo e vocais, e Marcelo Sussekind - guitarra e vocais. O primeiro LP pela RCA, lançado em 1985, trazia a faixa-título "Amante Profissional", que foi um grande sucesso.
No ano seguinte, lançaram o último álbum de estúdio, Desastre Mental.

### Hervah
Em 2006, os três ex-integrantes do Herva Doce Marcelo Sussekind (guitarra), Roberto Lly (baixo) e Fred Maciel (bateria e voz) se juntaram a Sérgio Villarim (teclado e voz - ex-Bacamarte) e recrutaram o cantor Márvio Fernandez (voz, guitarra e violão), bastante conhecido no circuito carioca e fundam o Hervah. Os músicos sempre frizavam que não era uma volta do Herva Doce e sim uma banda nova com referência à antiga.

### Mortes
Em 12 de agosto de 2015, o vocalista e tecladista Renato Ladeira morre de uma parada cardiorrespiratória, aos 63 anos. Renato é coautor da música "Faz Parte do Meu Show", gravada por Cazuza e do hit "Amante Profissional".
Em 1 de janeiro de 2016, morreu aos 57 anos o baixista, compositor e produtor Roberto Lly, que tocou na banda e era coautor do hit "Amante Profissional", vitima de uma pneumonia.

## Integrantes
- Marcelo Sussekind – vocais, guitarra (1982–1987)
- Renato Ladeira – vocais, teclados (1982–1987)
- Roberto Lly – baixo (1982–1987)
- Paul de Castro – guitarra (1982–1984)
- Pena – bateria (1982–1984)
- Fred Maciel – bateria (1984–1987)

## Discografia
| Título              | Detalhes do álbum                                             | Posição |
| Título              | Detalhes do álbum                                             | BRA     |
| ------------------- | ------------------------------------------------------------- | ------- |
| Herva Doce          | - Lançamento: 1982 - Gravadora: EMI - Formatos: LP, CD        | —       |
| Herva Doce          | - Lançamento: 1983 - Gravadora: EMI - Formatos: LP            | —       |
| Amante Profissional | - Lançamento: 1985 - Gravadora: RCA Victor - Formatos: LP, K7 | 5       |
| Desastre Mental     | - Lançamento: 1986 - Gravadora: RCA Victor - Formatos: LP     | —       |